# Ophiothrix vigelandi
Ophiothrix vigelandi är en ormstjärneart som beskrevs av A.M. Clark 1968. Ophiothrix vigelandi ingår i släktet Ophiothrix och familjen Ophiothrichidae. Inga underarter finns listade i Catalogue of Life.